# 大索科洛沃湖
56°17′20″N 35°35′15″E / 56.2889°N 35.5875°E
大索科洛沃湖（俄语：Большое Соколово），是俄羅斯的湖泊，位於該國西部，由莫斯科州負責管轄，面積0.2平方公里，海拔高度154.5米，該湖泊平均水深4米，最大水深14米。